# Schloss Königsbrück (Melle)

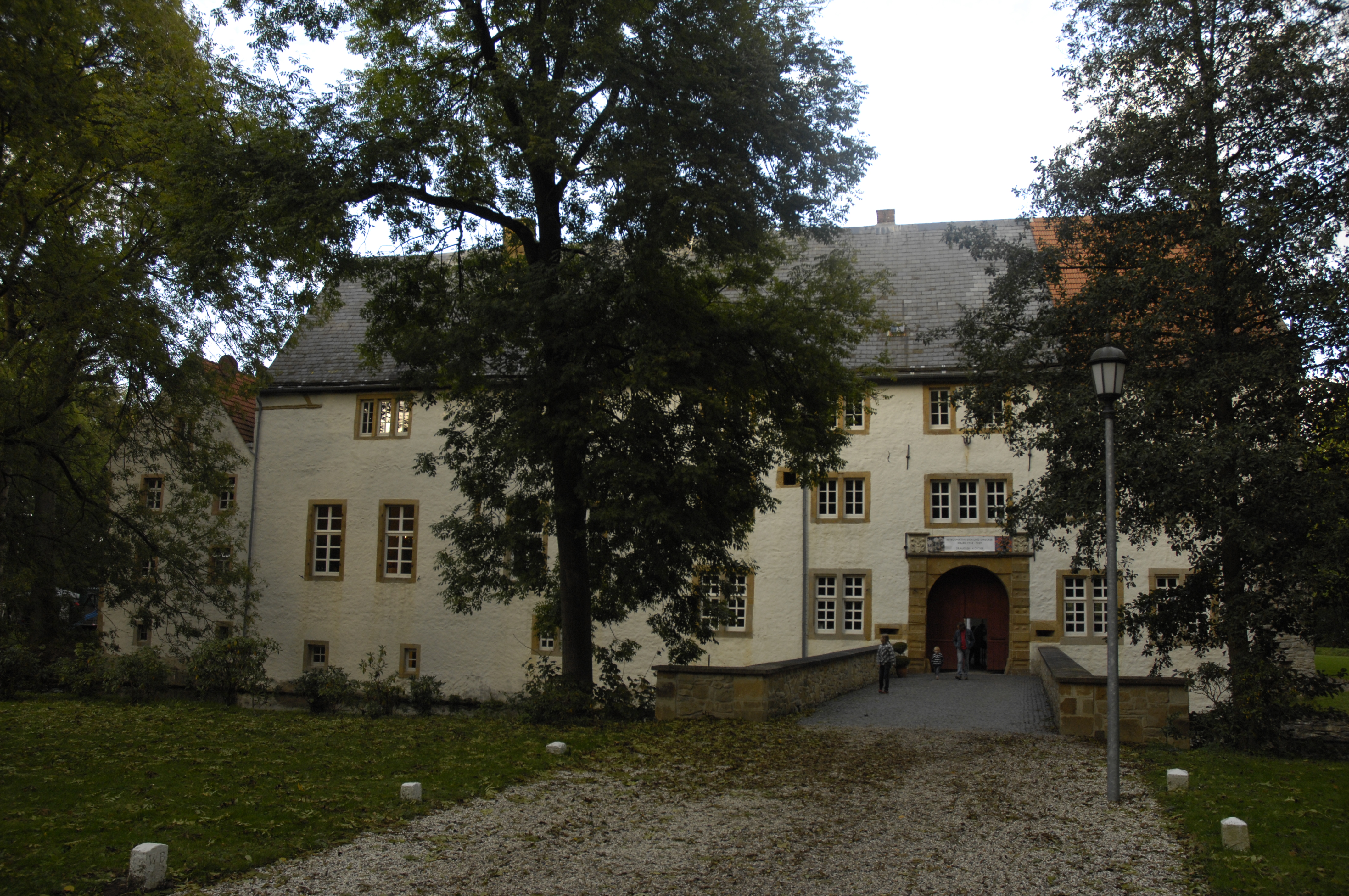
Schloss Königsbrück (2009)

Das Schloss Königsbrück befindet sich im Stadtteil Neuenkirchen von Melle im Landkreis Osnabrück, Niedersachsen, Deutschland. Es liegt nahe der Warmenau, die hier als Grenze zwischen Niedersachsen und Nordrhein-Westfalen fungiert.

## Geschichte
Königsbrück erscheint als Haupthof erstmals 1063 in den Quellen, als es der Münsteraner Bischof Friedrich I. von König Heinrich IV., dem er davor als Kanzler diente, zu seinem Amtsantritt als Geschenk erhielt. 1358 erscheint Hermann Nagel als Schultheiß des Königsguts, 1396 wird Heinrich von Oer mit Königsbrück belehnt, 1451 ist es Sweder von dem Bussche. 1488 folgten wiederum die Herren von Nagel als Besitzer des Rittergutes. 1589 ging die Anlage im Erbgang an die Herren von Ledebur, 1750 durch Heirat an die von Bussche-Hünnefeld. 1828 erwarb ein Herr von der Groeben das Schloss durch Kauf und 1840 ein Herr Matzilger. 1862 kauften die Reichsgrafen von Platen-Hallermund das Schloss.
Die ursprüngliche Turmburg stammte aus dem Hochmittelalter und ist im Spätmittelalter durch ein Wohntrakt ergänzt worden. Zu Beginn des 16. Jhs. erfolgte der Ausbau zu einem vierflügeligen und dreistöckigen Wasserschloss im Stil der Weserrenaissance, die von einem Doppelgrabensystem umgeben war. Weitere Aus- und Umbauten erfolgten 1627 und 1714. Zu Beginn des 19. Jhs. setzte der Verfall der Gebäude ein. 1841 wurde der Westflügel niedergelegt. Zwischen den beiden Weltkriegen wurde der Nordflügel wegen Einsturzgefahr durch Pioniersoldaten gesprengt.
Das Schloss befindet sich heute, wie auch Gut Sondermühlen, im Besitz von Sabine Freifrau von Richthofen, geb. Gräfin von Platen Hallermund, die es mit erheblichem Einsatz vor dem Verfall bewahrte.

## Beschreibung
Heute ist von dem Renaissanceschloss noch ein dreigeschossiger, 45 m langer Flügel mit Hausdurchfahrt und repräsentativem Südgiebel erhalten, an dessen Nordecke Reste eines rechteckigen Turmes zu sehen sind. Den Kern des Herrenhauses bildet ein 10 × 12 m großes, hochmittelalterliches Steinwerk mit tonnengewölbtem Keller, Mittelpfeiler und Lichtschlitzen. Dieses ist noch bis ins zweite Geschoss im Mauerwerk zu verfolgen. Der nördlich anschließende Keller stammt höchstwahrscheinlich noch aus dem Spätmittelalter und diente vermutlich als Untergeschoss eines Palas. Umgeben war die Anlage von einer doppelten Gräfte, die von der Warmenau gespeist wurde. Ein dritter Gräftenring wird durch den Wissmannsbach, der Warmenau und zwei Verbindungsgräben gebildet. Die Wasserversorgung des Schlosses erfolgte durch eine 1,5 km lange Leitung aus ausgehöhlten Baumstämmen, die Quellwasser herbeiführte. 